# فریدون عباسی
فریدون عباسی دوانی (۱۷ شهریور ۱۳۳۷ – ۲۳ خرداد ۱۴۰۴) سیاستمدار، مدیر ارشد اجرایی، مهندس هسته‌ای و نظامی ایرانی بود که به‌عنوان نمایندهٔ کازرون و کوه‌چنار در دورهٔ یازدهم مجلس شورای اسلامی فعالیت می‌کرد. وی در دولت دهم بین سال‌های ۱۳۸۹ تا ۱۳۹۲ سمت معاون رئیس‌جمهور و رئیس سازمان انرژی اتمی ایران را برعهده داشت.
عباسی در انتخابات دوره یازدهم مجلس شورای اسلامی موفق شد از حوزه انتخابیه کازرون و کوه‌چنار با رأی مردم به نمایندگی مجلس برسد و به عنوان رئیس کمیسیون انرژی مجلس شورای اسلامی انتخاب شد.
عباسی در حوالی ساعت ۴ بامداد ۲۳ خرداد ۱۴۰۴ (۱۳ ژوئن ۲۰۲۵) در حمله گسترده هوایی اسرائیل به ایران کشته شد.

## زندگی و تحصیلات
فریدون عباسی دوانی در ۱۷ شهریور ۱۳۳۷ در آبادان زاده شد. اصلیت وی از روستای دوان در شهرستان کازرون واقع در استان فارس است، اما خانوادهٔ وی به استان خوزستان مهاجرت کرده بودند. عباسی پس از وقوع انقلاب ۱۳۵۷ به عضویت سپاه پاسداران انقلاب اسلامی درآمد و سه دوره مختلف نیز در جنگ ایران و عراق حضور داشته است.
وی دانش‌آموختهٔ دکترای فیزیک هسته‌ای از دانشگاه شهید بهشتی و رئیس گروه فیزیک دانشگاه امام حسین و عضو شورای مرکزی انجمن هسته‌ای ایران است. او که از سال ۱۳۸۶ از سوی شورای امنیت سازمان ملل متحد تحریم شده، در سال ۱۳۸۹ همزمان با مجید شهریاری و دیگر مهندسان و فیزیکدانان هسته‌ای ایران، مورد هدف ترور نافرجام قرار گرفت.
همسر عباسی، نزهت شبان آزاد، نامزد انتخابات دوازدهمین دوره مجلس شورای اسلامی از حوزه انتخابیه هرمزگان بود.

### فعالیت‌های علمی
وی پس از جنگ ایران و عراق، دکترای رشته فیزیک هسته‌ای را از دانشگاه شهید بهشتی دریافت کرد و از سال ۱۳۷۲ عضو هیئت علمی دانشکده فیزیک دانشگاه امام حسین، سپاه پاسداران انقلاب اسلامی شد و تا قبل از مرگش ریاست گروه فیزیک این دانشگاه را برعهده داشت.
وی در سال ۱۳۸۶ توسط محمود احمدی‌نژاد، رئیس‌جمهور وقت ایران، به عنوان استاد نمونه کشوری انتخاب شد.

## مواضع
عباسی که منتقدان دولت حسن روحانی و مخالفان برجام بود، با چند تن از افراد کابینه محمود احمدی‌نژاد در سال ۱۳۹۴، جبههٔ یکتا را پایه‌گذاری کرد و در انتخابات دوره دهم مجلس شورای اسلامی در فهرست ائتلاف اصولگرایان قرار گرفت، اما از راهیابی به مجلس شورای اسلامی بازماند. او در ۸ اردیبهشت با شعار «دولت نخبگانی؛ بازگشت به مردم» برای انتخابات ریاست‌جمهوری ۱۴۰۰ اعلام کاندیداتوری کرد اما صلاحیت وی از سوی شورای نگهبان احراز نشد.
مدتی پس از این ترور، محمود احمدی‌نژاد رئیس‌جمهور وقت، عباسی را به‌عنوان معاون رئیس‌جمهور و رئیس سازمان انرژی اتمی ایران منصوب کرد.

### تحریم از سوی شورای امنیت
در سال ۱۳۸۶، قطعنامه ۱۷۴۷ شورای امنیت او را فریدون عباسی با عنوان «دانشمند ارشد وزارت دفاع و مرتبط با انستیتو فیزیک کاربردی» ایران نام برده و او را مشمول تحریم قرار داده است. این تحریم بعدها مطابق قطعنامهٔ ۲۲۳۱ شورای امنیت همزمان با لغو تحریم‌های تسلیحاتی ایران در ۲۷ مهر ۱۳۹۹ لغو شد.

## نمایندگی مجلس
او در انتخابات مجلس دهم از حوزهٔ انتخابیهٔ شیراز در فهرست ائتلاف اصولگرایان قرار گرفت، اما از راهیابی به مجلس بازماند. اما در انتخابات مجلس یازدهم در سال ۱۳۹۸ موفق شد از حوزهٔ کازرون و کوه‌چنار با رأی مردم به نمایندگی مجلس برسد.
وی برای انتخاب ریاست مجلس شورای اسلامی را نامزد شد و در رقابت با محمدباقر قالیباف توانست ۱۷ رأی به دست آورد.
عباسی دوانی در سال اول مجلس یازدهم ریاست کمیسیون انرژی مجلس را بر عهده‌داشت.
عباسی در انتخابات دوازدهمین دوره مجلس شورای اسلامی از حوزهٔ کازرون و کوه‌چنار هم شرکت کرد اما ششم شد.

### واکنش به رشوه دولت سیزدهم به نمایندگان مجلس
در ۷ اردیبهشت ۱۴۰۲ احمد رسولی‌نژاد، عضو کمیسیون صنایع و معادن مجلس بیان کرد: «در روزی که قرار بود سید رضا فاطمی‌امین استیضاح شود، اسناد زیادی با خود به همراه آورده بودم و دفاع ما با سند و مدرک بود، اما دفاع وزیر شعاری با آمارهای ساختگی بود. روز قبل از شروع سخنرانی من یکباره اعلام شد که رای‌ها به استیضاح وزیر برگشته است و در همان روز مباحثی مطرح شد که شب قبل از استیضاح وزیر در خیابان سمیه در ساختمان وزارت صمت حواله ۷۰ تا ۷۵ خودرو شاسی بلند به نمایندگان مجلس داده شده است.» اما دولت سیزدهم اظهارات این نماینده در خصوص رشوه خودرو به نمایندگان جهت عدم استیضاح وزیر صمت را رد کرد. اما احمد علیرضابیگی نماینده دیگر مجلس لیست نمایندگانی که رشوه دریافت کرده بودند منتشر کرد. پس از آن دولت واگذاری بیش از ۱۰۰ خودرو به نمایندگان مجلس را تأیید کرد.
فریدون عباسی در واکنش به رشوه در دولت سیزدهم به نمایندگان مجلس بیان کرد: «من نه نیاز داشتم و نه اعتقاد داشتم خودروهایی که دولت هدیه داد را بگیرم اما چرا باید گدابازی درآوریم و به ماشین شاسی بلند گیر بدهیم؟ مگر قیمت ماشین شاسی بلند چقدر است؟ اینطور که ما ماشین‌های داخلی را می‌بینیم که در شهر اینگونه مشکل دارند و مرتب با آنها گرفتار هستیم بهتر از خود نظام فکر کند که خوروهای محکم‌تر که کمتر دچار خرابی شوند در اختیار نمایندگان قرار دهد. من حقوقم را از محل خدمتم می‌گیرم ضمن اینکه حقوق من از مجلس هم بیشتر است.»

## انتخابات ریاست جمهوری ۱۴۰۰
در ۸ اردیبهشت ۱۴۰۰، عباسی دوانی در مجلس شورای اسلامی در یک نشست خبری برای انتخابات ریاست‌جمهوری ۱۴۰۰ اعلام کاندیداتوری کرد. شعار انتخاباتی عباسی دوانی «دولت نخبگانی؛ بازگشت به مردم» است. وی در تاریخ ۲۴ اردیبهشت با حضور در ستاد انتخابات کشور و ثبت‌نام برای نامزدی در سیزدهمین دورهٔ انتخابات ریاست‌جمهوری ایران، رسماً اعلام داوطلبی کرد. در تاریخ ۴ خرداد، صلاحیت او توسط شورای نگهبان احراز نشد.

## فعالیت‌های هسته‌ای
عباسی از دانشمندان هسته‌ای ایران است که دکتری انرژی هسته‌ای دارد. او پس از آنکه هدف ترور نافرجام قرار گرفت، در دولت دوم احمدی‌نژاد رئیس سازمان انرژی اتمی بوده.

### ترور نافرجام
فریدون عباسی دوانی صبح روز ۸ آذر ۱۳۸۹، همزمان با ترور مجید شهریاری و دیگر فیزیک‌دانان و مهندسان هسته‌ای ایران، هدف سوءقصد منتسب به عوامل موساد قرار گرفت. این ترور در میدان دانشجوی تهران رخ داد که به مجروحیت وی انجامید، و به بیمارستان انتقال پیدا کرد. به گفته او، در حالی که مشغول رانندگی بود متوجه نصب بمب توسط یک موتور سوار به در خودروی خود شد و بلافاصله از خودروی در حال حرکت بیرون پرید، که در پی آن، از این ترور جان سالم به در برد.

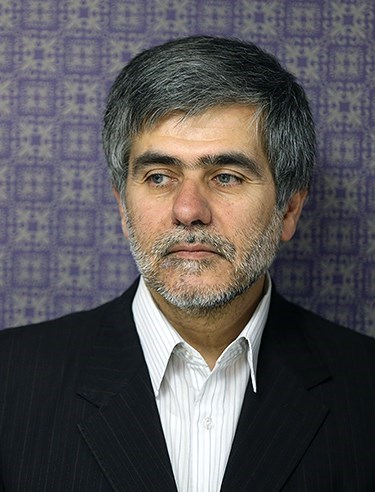
فریدون عباسی در سال ۱۳۹۴

در رسانه‌های ایران از او با عنوان تنها «جانباز هسته‌ای» ایران یاد می‌شد. و در موزهٔ دفاع مقدس، یادمان در «یادمان شهدای هسته‌ای» یادمانی برای او به عنوان جانباز هسته‌ای قرار دارد.

##### ریاست سازمان انرژی اتمی
پس از انتخاب علی‌اکبر صالحی رئیس وقت سازمان انرژی اتمی به جای منوچهر متکی به عنوان وزیر امور خارجه، محمود احمدی‌نژاد رئیس‌جمهور وقت، در تاریخ ۲۴ بهمن ۱۳۸۹ او را به عنوان معاون رئیس‌جمهور و رئیس سازمان انرژی اتمی منصوب کرد. او تا مرداد ۱۳۹۲ این سمت را بر عهده داشت، و با روی کار آمدن دولت روحانی، وی عباسی را برکنار کرد و بار دیگر صالحی به ریاست سازمان رسید.

##### مخالفت با برجام
در تاریخ ۲۳ تیر ماه ۱۳۹۵ همزمان با یک‌سالگی توافقنامه برجام، عباسی در مصاحبه‌ای با رجانیوز نسبت به روند و اقدامات صورت گرفته در برجام انتقاداتی را مطرح کرد:
این حرف بسیار مسخره‌ای است که می‌گویند ما جزو صادرکنندگان اورانیوم غنی‌شده هستیم. صادرکننده آب سنگین هستیم. طرف دارد صورتش را با سیلی سرخ نگه می‌دارد. برای اینکه بگوید دستاوردی دارم، می‌گوید جزو صادرکننده‌ها هستیم، شما را مجبور کردند اینها را رقیق یا صادر و آب سنگین را از کشور خارج کنید. وقتی در مذاکره اینها را پذیرفتید، باید خارج کنید. ببینید چقدر شتاب‌زده عمل می‌کنند. قبل از اینکه موعدش برسد، می‌روند و اورانیوم را رقیق یا خارج می‌کنند و آب سنگین را به کشور دیگری می‌فرستند و پولش را هم نمی‌گیرند؛ یعنی خودمان را از یک ماده استراتژیک که با آن می‌توانیم در یک مذاکرات سیاسی چانه‌زنی کنیم، بی‌بهره می‌سازیم، بعد می‌آییم و قیافه می‌گیریم که در این قضیه جزو صادرکنندگان مواد هسته‌ای شده‌ایم. خیر، خیلی چیزهای دیگر بود که می‌شد صادر کرد و اینها را نگه داشت. اینها عوام‌فریبی است.
در تاریخ ۲۴ تیرماه سال ۱۳۹۵ سازمان انرژی اتمی ایران با صدور بیانیه‌ای به این اظهارات پاسخ داد. در قسمتی از این بیانیه آمده است: توصیه ما به تقوی، ترس از خدا، رعایت اخلاق و انصاف، پرهیز از کینه، بغض، عداوت و حسادت است.
پس از ترور محسن فخری‌زاده دانشمند هسته‌ای ایران در سال ۱۳۹۹، عباسی بار دیگر به انتقاد از دولت روحانی پرداخت و اعلام کرد که شخصاً آغاز دوبارهٔ غنی‌سازی ۲۰٪ هسته‌ای و قطع همکاری با آژانس و اخراج بازرسان آن و خروج از برجام را در مجلس پیگیری خواهد کرد.

### ادعای ساختن سلاح هسته‌ای
عباسی مرتباً با تلاش‌های ادعایی ایران در ساخت سلاح هسته ای مرتبط بوده است، روندی به نام سلاح سازی. بر اساس گزارش یک مؤسسه علوم و امنیت بین‌الملل به نقل از یک متخصص نزدیک به آژانس بین‌المللی انرژی اتمی (IAEA)، عباسی دانشمند اصلی در برنامه ادعایی پنهان سلاح هسته ای ایران به ریاست محسن فخری زاده-مهابادی، یکی از حامیان جدی ادعای ایران بود برنامه سلاح هسته ای. این کارشناس اضافه کرد که عباسی شخصاً کار خود را برای محاسبه بازده سلاح هسته ای و همچنین کار بر روی منابع نوترونی با انرژی بالا انجام داد.
بر اساس همین گزارش، آژانس انرژی هسته ای آگاهی داشت که عباسی رئیس انستیتوی فیزیک کاربردی (IAP) بود، که یک سازمان پیگیر برای مرکز تحقیقات فیزیک بود. هر دو سازمان به عنوان جبهه‌هایی برای کار علمی در مورد برنامه احتمالی سلاح‌های هسته ای ایران عمل کردند.

### تعیین توسط سازمان ملل
عباسی "در ضمیمه قطعنامه ۱۷۴۷ شورای امنیت سازمان ملل از ۲۴ مارس ۲۰۰۷ ذکر شده است، به عنوان شخصی که در فعالیت‌های هسته ای یا موشک بالستیک ایران نقش دارد". این قطعنامه منجمد کردن دارایی و الزامات اعلان سفر را اعمال می‌کند. عباسی به عنوان "دانشمند ارشد وزارت دفاع و لجستیک نیروهای مسلح (MODAFL) با پیوندهایی به انستیتوی فیزیک کاربردی و همکاری نزدیک با مهابادی (که توسط سازمان ملل نیز تعیین شده است) توصیف می‌شود.

## درگذشت
وی در پی حملات اسرائیل در ۲۳ خرداد ۱۴۰۴ به ایران، کشته شد.